# Norsk älghund, svart
Norsk älghund, svart är en hundras från Norge. Den har utvecklats ur lokala spetshundar från gränstrakterna mellan Norge och Sverige. Den anses besläktad med den svarta kalixhunden som tidigare fanns i Sverige. Rasen är en nordlig jaktspets. Som renodlad ras har den funnits sedan 1800-talets mitt, officiellt erkänd sedan 1877. 1901 skrevs den första rasstandarden. Norsk älghund, svart är ganska sällsynt i sitt hemland liksom i Sverige. Rasen används mest till ledhundsjakt på älg, men går även bra på björn. Trots namnet är den inte närmare besläktad med norsk älghund, grå (gråhund) utan tros ha mer gemensamt med lajkorna. För att kunna bli utställningschampion måste den vara meriterad på jaktprov för älghund.